# BRCGS
Der Brand Reputation through Compliance Global Standard (Kurz BRCGS) ist ein ursprünglich durch das British Retail Consortium definierter Standard für verschiedene Wirtschaftszweige der Lebensmittelkette: Lebensmittelsicherheit, Verpackung, Lager und Versand, Agenten und Makler, Konsumartikel und Einzelhandel. Der BRCGS ist von mehreren Handelsketten als verbindlich festgelegt.
Der BRCGS für Verpackung gilt nicht nur für Primärverpackungen (direkter Kontakt mit Hochrisikoprodukt), sondern auch für Sekundärverpackungen (Hochrisikoprodukte ohne direkten Kontakt) und für Verpackungen mit geringem Risiko. Der Standard entspricht faktisch einer Norm, die weit über Vereinigte Königreich hinaus Wirkung entfaltet hat. Die Zertifizierung nach dem BRCGS ist in Deutschland nur solchen Zertifizierungsgesellschaften erlaubt, die von der Deutschen Akkreditierungsstelle gemäß ISO 17065 nach dem Standard akkreditiert sind.
Der BRCGS wurde 2016 durch die LGC Group übernommen.